# Ctenotus olympicus
Ctenotus olympicus (плямистий гребневухий сцинк) — вид сцинкоподібних ящірок родини сцинкових (Scincidae). Ендемік Австралії.

## Поширення і екологія
Плямисті гребневухі сцинки мешкають в басейнах озера Ейр та озера Торренс на півдні і південному сході Австралії. Вони живуть в кам'янистих пустелях та сухих чагарникових заростях.